# 暴风级驱逐舰
領導级驱逐舰（俄语：шифр «Лидер»），本艦有兩種代號，俄羅斯自用型稱領導級，外銷版稱暴風級，为俄罗斯海军为替换苏联时代所留下老旧舰艇所研制的万吨驱逐舰，计划在2018年开始细节设计，預計2020年后开工建造。排水量14,000-19,000噸，使用核子動力，具備強大的綜合防空、反艦、陸攻與反潛能力，已經達到基洛夫級巡洋艦的概念，完工後俄軍將歸類為何種級別還未定。

## 概述

### 早期消息
由於俄羅斯海軍陣中的现代级驱逐舰、无畏级驱逐舰、光荣级和基洛夫级等舰艇逐渐老化，且自动化程度低、防空能力差、舰体匿踪能力也遠較北约各国的新型艦艇差。在2010年3月11日Interfax-AVN期間，俄羅斯業界就透露正在為海軍設計一種新型大型作戰艦艇，初期概念研究已經完成，正在擬定相關技術文件，此一程序大約需要30個月，俄羅斯聯合造船集團總裁Roman Trocenko在2011年莫斯科防衛展中表示正在設計一種針對俄羅斯海軍需要的大型主戰艦艇，不會有出口型號。海軍司令Vladimir Vysotsky上將隨後也證實，至此，外界大致確信俄羅斯新一代大型主戰艦艇將採用核子動力。 

### 建造時間消息
至2019年下半為止還未有準確圖像照片或衛星照片顯示領導级開始建造，但也沒有消息能保證未建造，可能是秘密施工，皆處於各路言論階段。公开信息：
- 2011年消息

俄羅斯聯合造船集團總裁Roman Trocenko在2011年莫斯科防衛展中表示正在設計一種針對俄羅斯海軍需要的大型主戰艦艇，不會有出口型號。海軍司令Vladimir Vysotsky上將隨後也證實，至此，外界大致確信俄羅斯新一代大型主戰艦艇將採用核動力。
- 2012年消息

當年6月俄羅斯OSK造船集團總監在聖彼得堡經濟論壇透露，新型未來驅逐艦的設計圖紙會在2016年完成，預計建造六艘。
- 2013年消息

當年初俄羅斯海軍司令Vladimir Vysotsky上將證實，聖彼得堡的北方設計局（Severnoye Design Bureau）已經展示概念設計。
- 2014年消息

當年中旬消息，常規動力與核動力均為領導級考慮使用的動力來源，初估造價25億美元，並計畫在15~20年期間內建造14~16艘。 俄羅斯海軍退役將領表示，在北方艦隊與太平洋艦隊部署9艘新驅逐艦為宜，此外波羅的海也需5艘，而首艦可能在太平洋優先部署。2014年10月，消息傳出俄羅斯已經正式確認新一代萬噸級大型防空驅逐艦的需求，計畫建造12艘同型艦分配給北海艦隊與太平洋艦隊，在2023至2025年服役。推進系統結合核動力和燃氣渦輪，其中核動力用於巡航，燃氣渦輪用於30節以上的衝刺。裝備包括反彈道飛彈能力S500M防空飛彈系統、魯道特（ Poliment-Redut）區域防空飛彈系統、Pantsir-M或Palash之類的砲/彈合一近程防空系統、口徑（Kalibr）巡航/反艦飛彈、兩架反潛直昇機與其他反潛武器等，此外還可能配備雙聯裝152mm Coalition-F主砲 。
- 2015年消息

一月有消息指出2018時領導級首艦有望開始建造，服役時間在2023~2025年後。2015年7月2日於聖彼得堡海事防務展（Maritime Defence Show，IMDS-2015)期間，一家為俄羅斯核動力航母發展推進系統的廠商表示，領導級會用上為核動力航空母艦所開發的推進系統的技術；該廠表示核動力航母建造工作不會早於2030年，而領導級可能在2019年開工。依照2015年報告領導級排水量約15000噸，配置口徑巡航飛彈、P-800寶石反艦飛彈、S-500防空飛彈等。依照前俄羅斯海軍副總司令Igor Kasatonov上將在2015年7月26日受訪時表示，領導級將簽署建造合約，此時正進行先期設計、選擇核推進系統等，並發展相關的技術與資料。首艦可能由聖彼得堡的北方造船廠在2018年或2019年展開建造工作。

### 出口型與自用型提案
2015年5月14日詹氏防務年鑑報導，俄羅斯Krylov研發中心（KSRC）在研究名為Project 23560E Shkval(暴風)型概念艦為領導級外銷版，E代表Export
- Project 23560E 暴風型（Shkval）領導級外銷版

滿載排水量達15,000－18,000噸
全長200公尺，寬23公尺
吃水6.6公尺
最大航速32節，巡航速率20節
海上持續作戰可達90天
編制250至300人
燃氣輪機推進
兩架對象國直升機
武器未知，依外銷對象國而定
而2014年俄羅斯克里米亞衝突後俄烏關係降至冰點，使得原本由烏克蘭供應的燃氣渦輪組件來源中斷，俄羅斯需要花幾年時間在本國建立替代產能。2015年5月19日俄羅斯國防業界消息表示，俄羅斯海軍的自用領導級採用核動力，放棄燃氣渦輪推進的型號；而俄羅斯國防部批准的設計規格本就僅使用核動力。採用核動力的考量為希望延長續航力，加上大功率燃氣渦輪來源困難，此時北方設計局表示在2016年會完成領導級的設計，全部12艘預定於2025年建造交付完畢。2016年6月消息指出俄羅斯領導級為
- Project 23560 領導級（Lider）

滿載排水量達17,500－19,000噸
全長200公尺，寬20公尺
吃水6.6公尺
最大航速30節以上
海上持續作戰可達90天
編制250人
核子動力推進
兩架Ka-27或Ka-32反潛直昇機
56枚S-500防空飛彈、16枚魯道特防空飛彈、70枚反艦或陸攻巡弋飛彈、 16枚反艦飛彈、A-192M型130毫米艦砲

## 图集

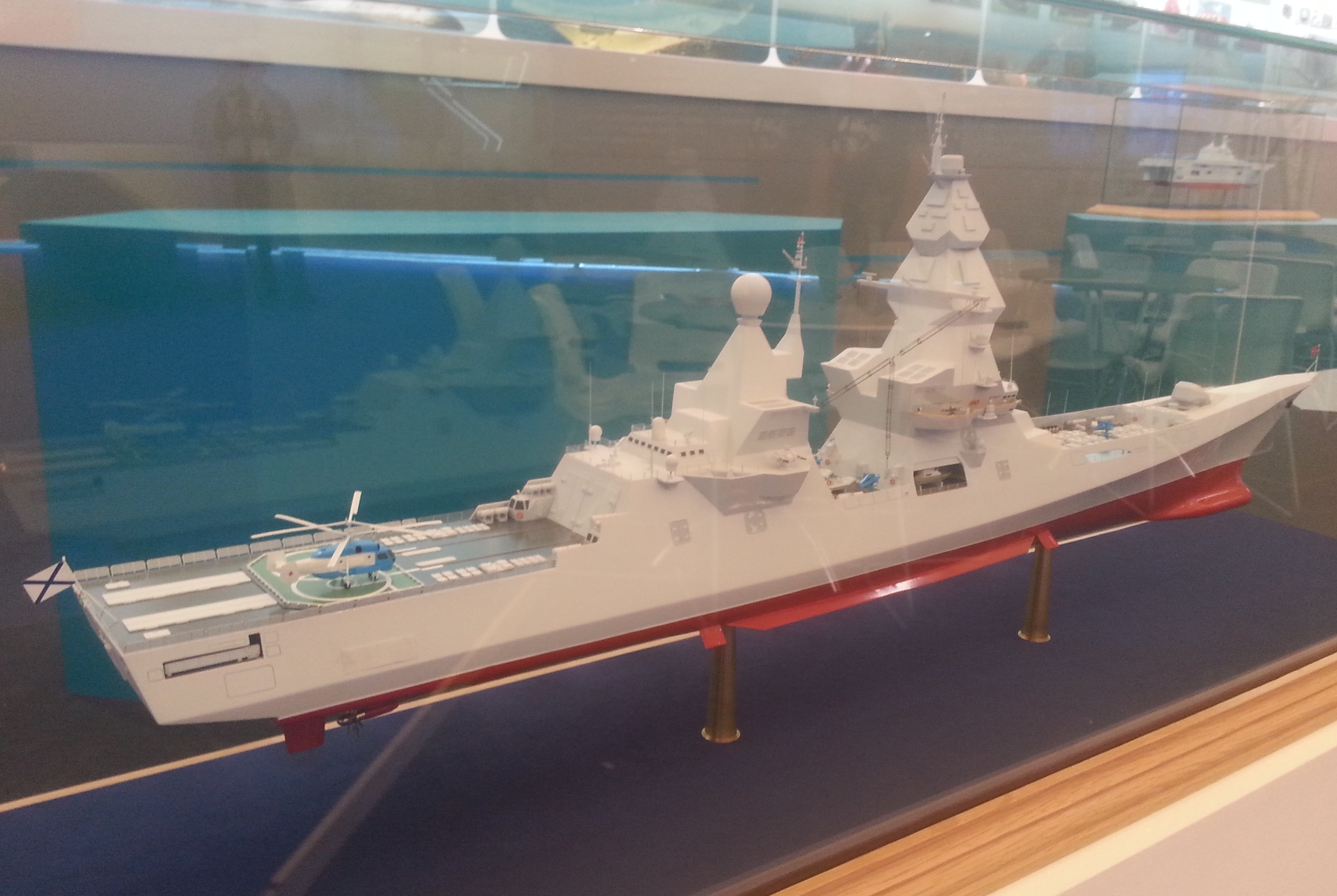
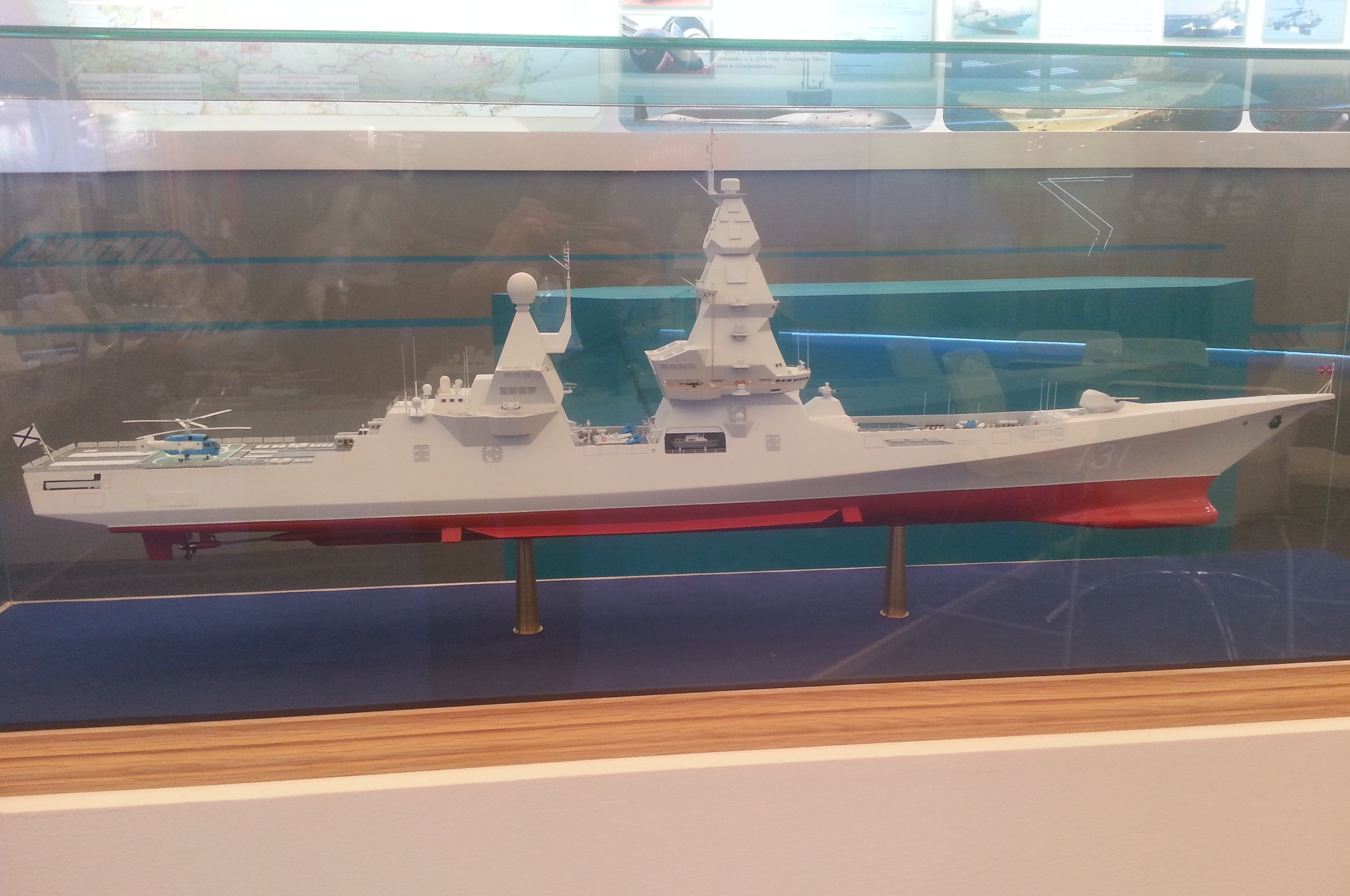

### 相关
- 俄罗斯军事
- 俄罗斯海军
- 21956型驱逐舰 俄羅斯
- 23560型驱逐舰(俄文维基) （页面存档备份，存于）

### 類似型舰
- 055型驱逐舰 中国
- 朱瓦特級驅逐艦 美国
- DDG(X) 美国
- P-18型驅逐艦 印度